# تشبسة الصغيرة (الهايي)
تشبسة الصغيرة (بالفارسية: چب سه کوچک) هي قرية وتقع في إيران في قسم الهايي الريفي. يقدر عدد سكانها بـ 306 نسمة .